# Ени махала (дем Даутбал)
Ени махала (на гръцки: Πετρωτό, катаревуса Πετρωτόν, Петротон, до 1926 година Γενή Μαχαλά, Ени махала) е село в Гърция, част от дем Даутбал, област Централна Македония с 289 жители (2011).

## География
Селото е разположено в областта Вардария в Солунското поле на левия бряг на река Галик (Галикос), в северното подножие на планината Балджа.

## История
Над селото е разположена крепостта Кале.
В 1900 година според Васил Кънчов („Македония. Етнография и статистика“) в Ени махала, Лъгадинска каза, живеят 120 турци.
След Междусъюзническата Ени махала попада в Гърция. Населението му се изселва и на негово място са настанени гърци бежанци. Според преброяването от 1928 година Ени махала е бежанско село с 21 бежански семейства и 83 души. В 1926 година селото е преименувано на Петрото.